# Xã Allen, Quận Darke, Ohio
Xã Allen (tiếng Anh: Allen Township) là một xã thuộc quận Darke, tiểu bang Ohio, Hoa Kỳ. Năm 2010, dân số của xã này là 1.098 người.